# Mile End
Mile End è un quartiere nell'East End di Londra, Inghilterra, parte del borgo londinese di Tower Hamlets.

## Geografia
Ubicato a circa 5,8 chilometri a est-nordest di Charing Cross, lungo la strada che collega, fin dall'epoca romana, Londra con Colchester, Mile End è uno dei più antichi sobborghi della Città di Londra e la parrocchia civile in cui si trovava, Mile End Old Town è diventata parte dell'area metropolitana di Londra nel 1855.

## Origini del nome
L'origine del toponimo "Mile End" risale al 1288 con la dicitura in medio inglese, "La Mile ende": "the hamlet a mile away" ovvero "il borgo ad un miglio di distanza". Il miglio di distanza era riferito ad Aldgate nella Città di Londra. Verso il 1691, Mile End divenne nota come Mile End Old Town in quanto un nuovo insediamento urbano ad ovest, nelle adiacenze di Spitalfields, prese il nome di Mile End New Town.

## Storia

### Origini
Benché vi siano molti riferimenti a insediamenti nell'area, scavi archeologici hanno rivelato che ivi era presente un esiguo numero di edifici prima dei 1300.
La Mile End Road è l'antica strada che collegava Londinium all'Est dell'Inghilterra; costruita dai romani e la strada è stata deviata nel 1110, lungo quella che è l'attuale percorso, a seguito della costruzione del ponte di Bow sul fiume Lea. Nell'epoca medievale, tale strada era conosciuta con il nome di Aldgatestrete, in quanto conduceva alla porta orientale della Città di Londra, Aldgate.
L'area che si trova di fianco al percorso della Mile End Road era conosciuta come Mile End Green ed era nota tra i londinesi come luogo per assemblee e riunioni: testimonianza di ciò è il nome della strada Assembly Passage. Per la maggior parte del periodo medievale, la Mile End Road era circondata da campi aperti su ambo i lati, ma sviluppi speculativi hanno modificato l'area a partire dal XVI secolo fino al XVIII.
Quella che era l'area conosciuta come Mile End Old Town, situata a settentrione del medievale villaggio di Stepney, è, a partire dal gennaio del 1973, la Stepney Green Conservation Area; questa conservation area ha una forma irregolare che include gli edifici attorno alla Mile End Road, alla Assembly Passage, alla Louisa Street e alla stessa Stepney Green. È un'area d'eccezionale interesse architettonico e storico, con un carattere e un aspetto degno di protezione.

### Rivolta dei contadini
Finita la Peste nera, nel 1381, una rivolta contro gli esattori delle tasse di Brentwood si è estesa velocemente dai villaggi adiacenti in tutto il sud est dell'Inghilterra. Verso la fine di maggio di quell'anno, 60 000 ribelli dell'Essex, capeggiati dal prete Jack Straw, si raccolsero nella valle del Tamigi e cominciarono a marciare su Londra: il 12 giugno, s'accamparono presso il Parco di Mile End, mentre il giorno successivo, i ribelli provenienti dal Kent, guidati da Wat Tyler, giunsero a Blackheath.
Il 14 giugno, il giovane re Riccardo II giunse a Mile End presso il quale incontrò i ribelli e firmò il loro statuto. Sfortunatamente, l'atteggiamento da loro tenuto in seguito, ha portato il re a ordinare esecuzioni dei capi e di un gran numero di ribelli.

### Nascita del teatro Yiddish di Londra
Nel 1883, Jacob P. Adler giunse a Londra con un gruppo di attori professionisti rifugiati. Con l'aiuto di dilettanti locali, fece il proprio debutto presso la Beaumont Hall, nei pressi della stazione della metropolitana di Stepney Green, la Russian Jewish Operatic Company. Entro due anni, la compagnia è stata in grado di stabilire il proprio teatro yiddish lungo la Brick Lane.

### Seconda guerra mondiale

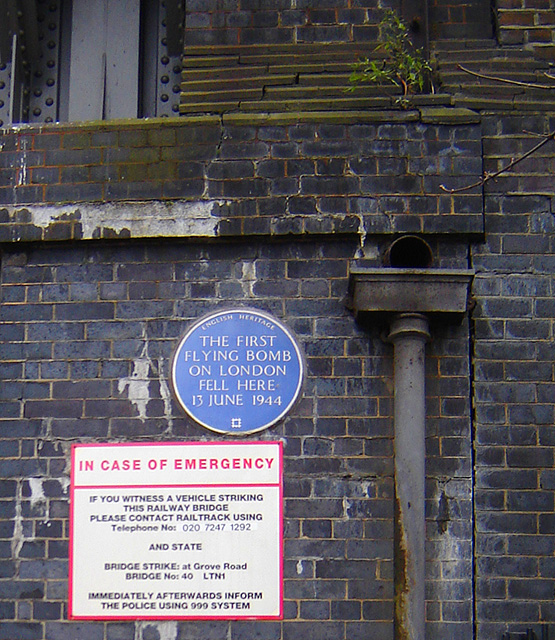
Targa commemorativa della bomba V1 nei pressi del sovrappasso ferroviario su Grove Road

Oltre ad aver sofferto pesantemente in precedenti bombardamenti, il quartiere di Mile End è stato colpito dal primo ordigno bellico V1 lanciato su Londra durante la seconda guerra mondiale. Il 13 giugno 1944 questa bomba volante è precipitata vicino al ponte ferroviario su Grove Road, un evento oggi ricordato da una targa. Otto civili sono stati uccisi, 30 feriti e 200 persone sono rimaste sfollate in seguito all'esplosione.
L'area è rimasta abbandonata per molti anni fino allo sgombero atto ad estendere il parco di Mile End. Prima di questo sgombero, avvenuta nel 1993, l'artista locale Rachel Whiteread ha fatto un calco della parte interna dell'edificio del civico 193 di Grove Road; nonostante le polemiche, questa scultura ha vinto il Premio Turner per il 1993.
Nel maggio 2007, durante i lavori di costruzione, una bomba della seconda guerra mondiale del peso di 200 kg è stata trovata a nord della stazione di Mile End, tra la Grove e la Roman Street. Circa 100 residenti locali sono stati evacuati e sono rimasti con amici e familiari o presso il centro ricreativo di Mile End fino alla disattivazione e alla rimozione della bomba.

## Luoghi principali

### Parco di Mile End

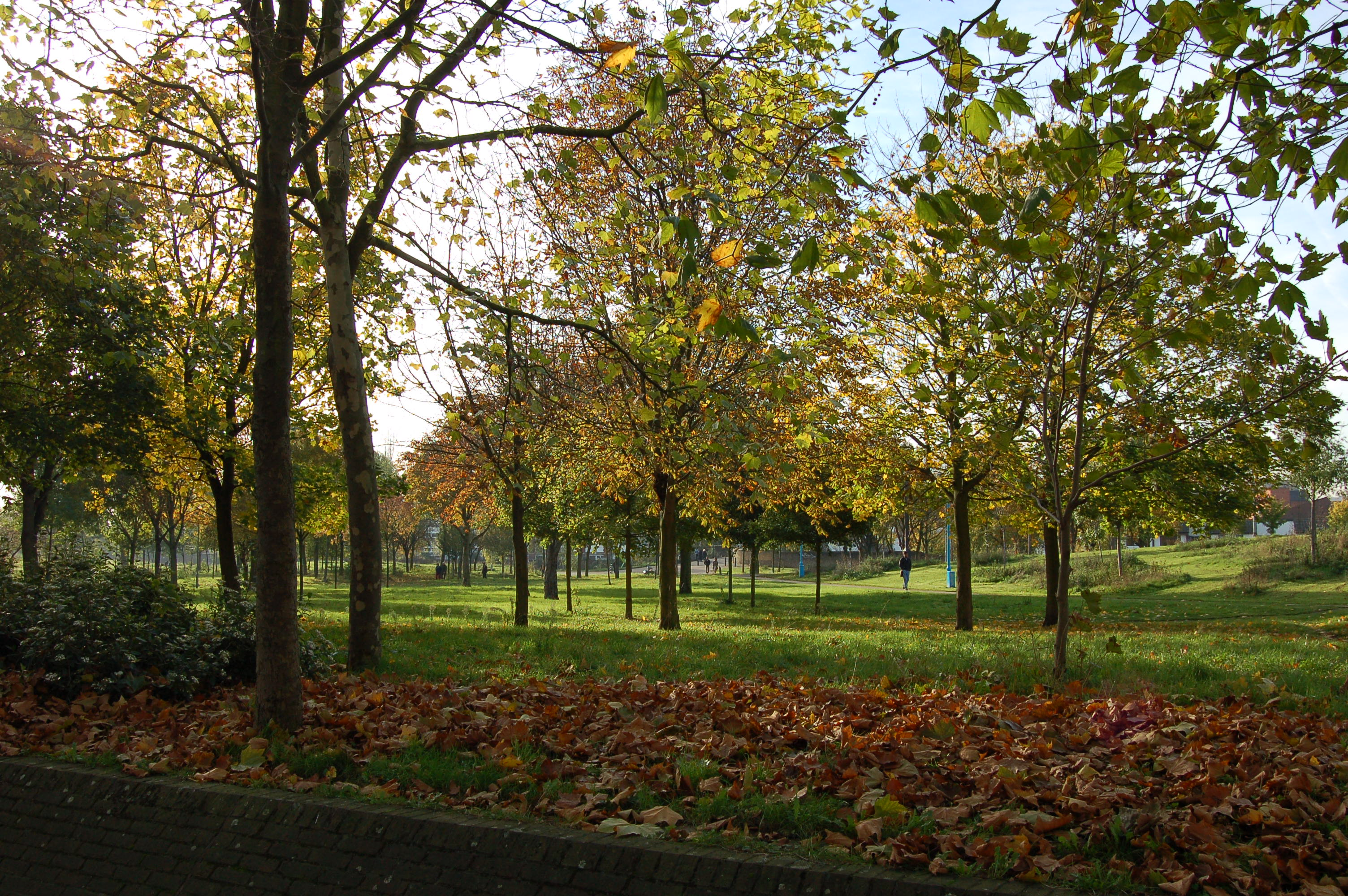
Parco di Mile End, a sud della Mile End Road

Il Parco di Mile End (Mile End Park, in inglese) è un parco di 32 ettari con forma longilinea, creato su un'area industriale devastata dai bombardamenti della seconda guerra mondiale. Occupa i terreni a est del Regent's Canal ed è separato dal Victoria Park, a nord, dal Hertford Union Canal.
Un piano per creare questo parco è esistito dalla fine della guerra, ma lo sviluppo di questo non è cominciato fino alla fine del millennio.

Un ponte pedonale, il Green Bridge, progettato da Piers Gough e aperto nel luglio del 1999, è stato costruito sopra la Mile End Road, strada che divide il parco in due, nei pressi della stazione della metropolitana.
Il parco è dotato di svariati servizi, tra cui, la Play Arena, per gli infanti, l'Ecology Park, che include un laghetto, un edificio ecologico, una turbina del vento e una parete d'arrampicata, l'Arts Park, il Green Bridge, il Terraced Garden, il South Park, l'Adventure Park, il Sports Park, che include lo Stadio di Mile End, il Kirk's Place e il Children's Park.
Il parco è stato premiato del London First Award, il Green Bridge del Institution of Civil Engineers Award of Merit, di un encomio presso il British Construction Industry Awards e uno speciale encomio da parte del Prime Minister's Award.

### 193 Grove Road,House
House è stata una scultura temporanea pubblica eseguita dall'artista britannica Rachel Whiteread, completata il 25 ottobre del 1993 e demolita undici settimane più tardi, l'11 gennaio del 1994.
Quest'opera ha fatto vincere alla Whiteread il Premio Turner come miglior giovane artista britannico per quell'anno e, antiteticamente, il Premio artistico K Foundation come peggior artista del 1994.

## Cultura

### Istruzione

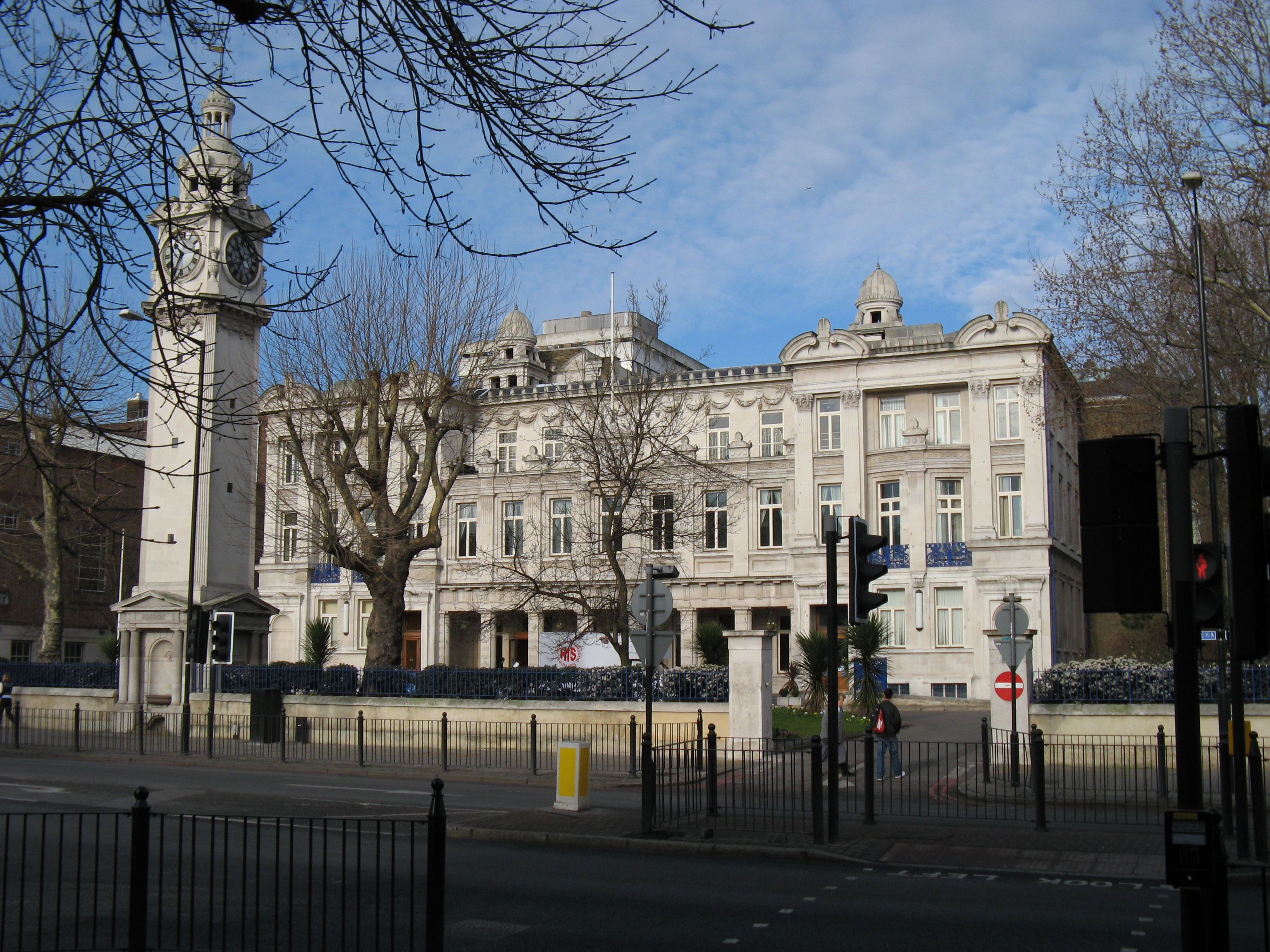
Il Queens' Building

Nella zona di Mile End sorge l'antica Queen Mary, Università di Londra.
Il campus della Queen Mary, che si trova in questa zona, è la sede centrale, mentre presso Holborn, Smithfield e Whitechapel si trovano sedi distaccate. L'università ha, in totale, circa 17 000 studenti a tempo pieno e 4 000 dipendenti e un fatturato annuo di 350 milioni di £, di cui circa 100000000 £ in assegni di ricerca e contratti.
Il campus principale di Mile End contiene la Facoltà di Lettere e Scienze Sociali, la Facoltà di Scienze e Ingegneria, il Queens' Building/People's Palace/Octagon, la biblioteca del college principale, il sindacato degli studenti, Draper's bar and club, diversi ristoranti, sale di residenze e una palestra. I siti didattici e di ricerca del Centro di Ricerca delle Arti, il Computer Science, il grande edificio di Ingegneria, l'edificio G.E. Fogg, l'edificio Francis Bancroft, l'edificio G. O. Jones, l'edificio Joseph Priestley, il Lock-keeper's Graduate Centre e l'edificio della Scienza Matematica sono tutti situati all'interno del campus di Mile End.

### Riferimenti nei media
Il quartiere è stato immortalato scherzosamente, ma sfavorevolmente, nella canzone "Mile End" del gruppo pop, Pulp, che è stata utilizzata nella colonna sonora del film "Trainspotting". La canzone descrive un gruppo di squatter occupanti un appartamento al quindicesimo piano di un decadente condominio.
Un uomo spinto contro un treno presso la stazione della metropolitana di Mile End ha recentemente attratto l'attenzione dei media ed è risultato in un acclamato spettacolo, chiamato "Mile End", ideato e messo in scena dalla compagnia teatrale Analogue.
Nel 2009, il video musicale della canzone "Confusion Girl" del musicista Frankmusik, è stato filmato nel quartiere, tra il Parco di Mile End e la Clinton Road.

Anche due anni più tardi, un'area del quartiere è apparsa in un video musicale: il video musicale di "Heart Skips a Beat" di Olly Murs e Rizzle Kicks, infatti, è stato girato presso lo skate park del quartiere.
Il direttore artistico della cerimonia di apertura dei Giochi della XXX Olimpiade, Danny Boyle, vive nel quartiere di Mile End. Boyle è, tra l'altro, regista del film Trainspotting.

## Infrastrutture e trasporti

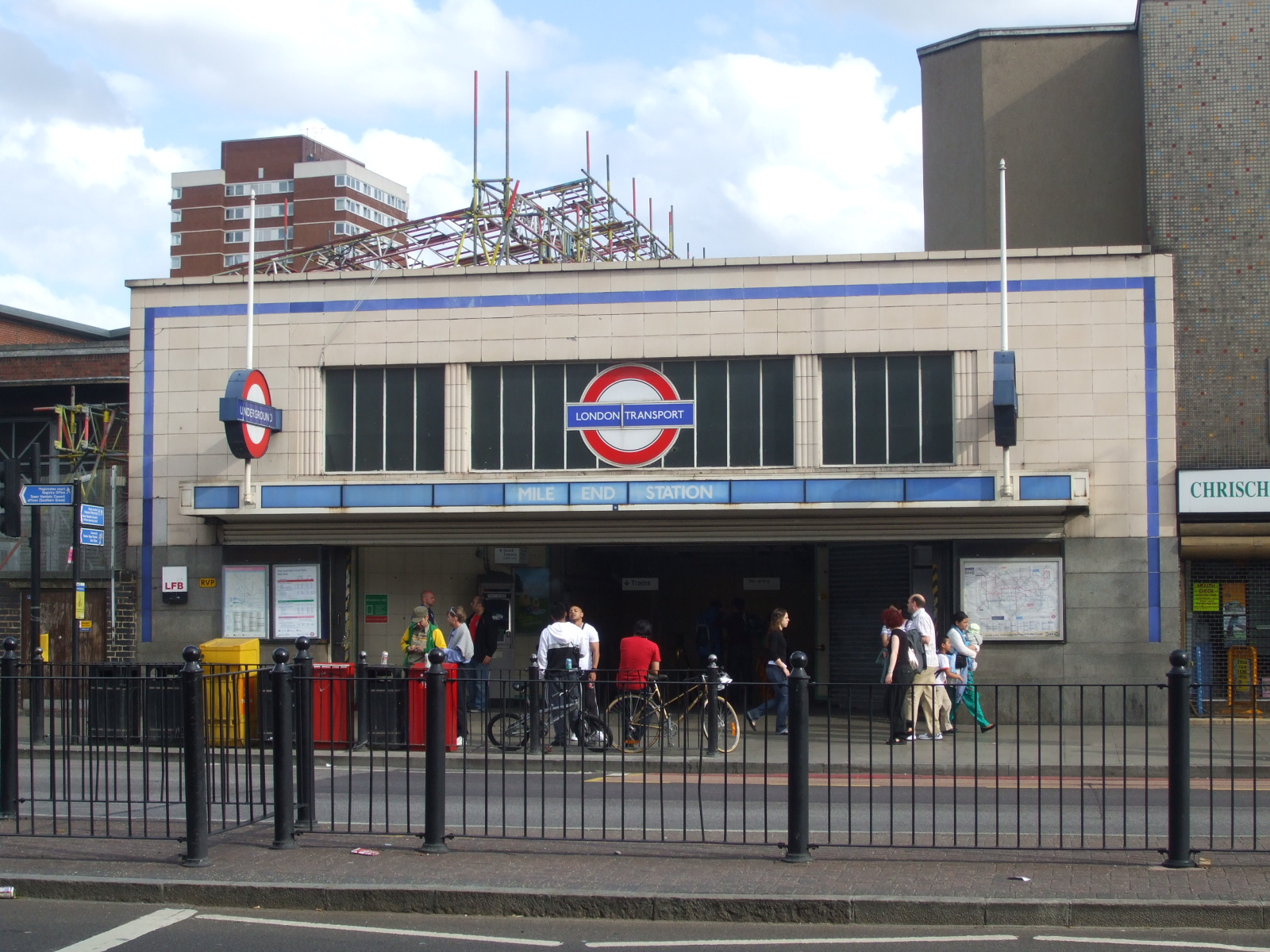
Entrata della stazione della metropolitana sulla Mile End Road

Il quartiere si trova lungo la A11 (la strada che collega da ovest Londra con Norwich a est) e la A1202.
Mile End è servita dalla stazione della metropolitana omonima. Questa stazione è servita dai treni della linee District line, Hammersmith & City e Central.
Altre stazioni che si trovano nei pressi del quartiere, inoltre, sono le stazioni di Bow Road, a est, e di Stepney Green.
Varie linee di autobus servono il quartiere:
| 25 (h24) ( Oxford Circus - Mile End - Ilford ) 205 ( Bow Church - Mile End - Paddington ) 277 (h24) ( Highbury & Islington - Mile End - Leamouth ) 323 ( Canning Town - Mile End ) 399 ( Leytonstone - Mile End - Shadwell ) | 425 ( Clapton - Mile End - Stratford ) D6 ( Crossharbour - Mile End - Hackney Central ) D7 ( Poplar - Mile End ) la notturna N205 ( Leyton - Mile End - Paddington) |

## Amministrazione

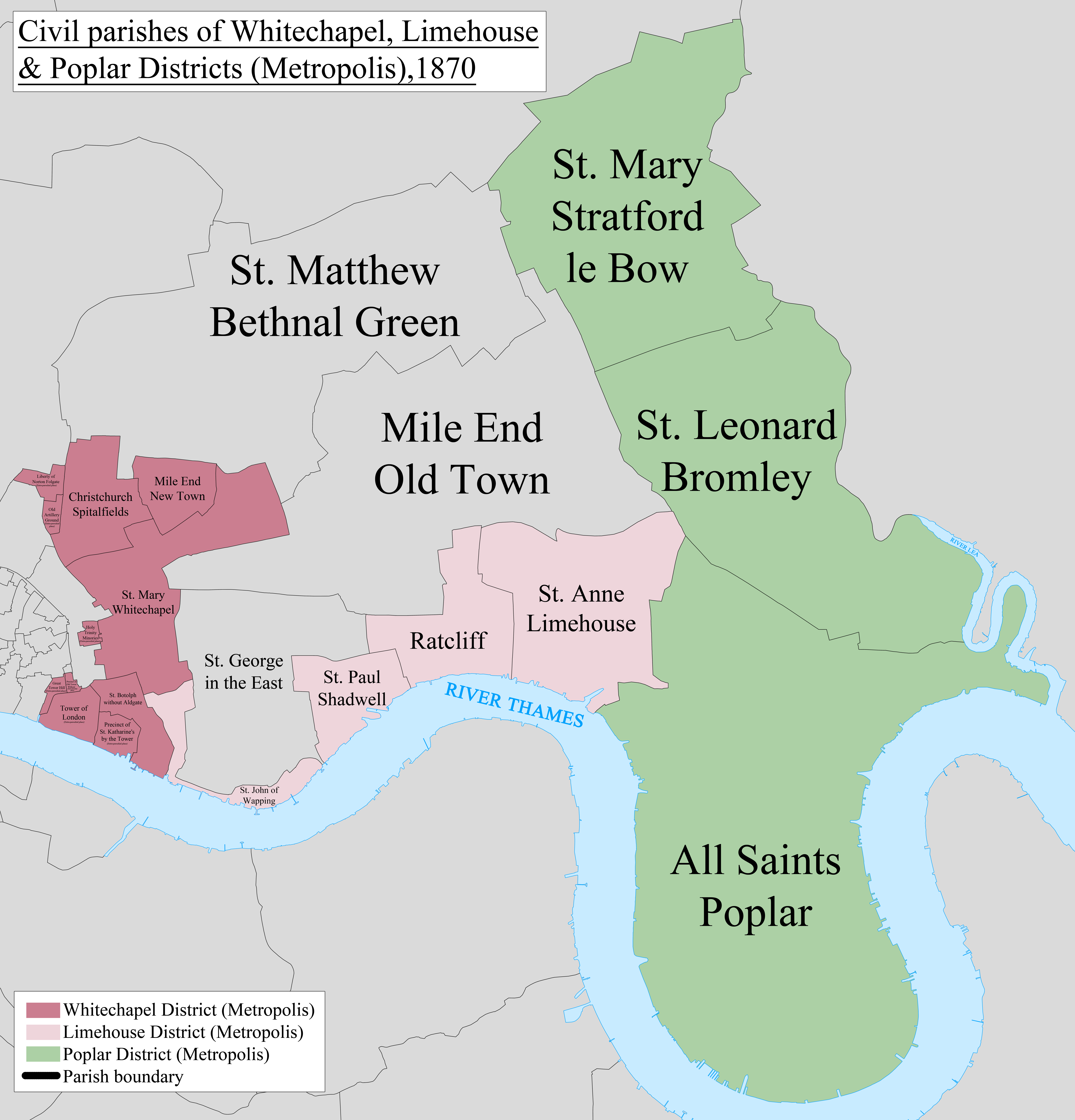
Una mappa raffigurante i confini della parrocchia civile nel 1870

Mile End è stato una località all'interno dell'antica parrocchia civile di Stepney, nella "Tower Division" della centena di Ossulstone, Middlesex. Dopo essere diventato parte del distretto della Polizia Metropolitana, nel 1830, il quartiere di Mile End è stato fuso con la "Poor Law Union", nel 1836, ed è una singola parrocchia a causa delle clausole della legge nel 1857. 
Con la creazione del Metropolitan Board of Works, nel 1855, la sagrestia di Mile End-Old Town è diventato un'autorità elettiva; tale sagrestia si trovava lungo Bancroft Road.
La parrocchia è diventata, nel 1889, parte della Contea di Londra e, undici anni più tardi, Mile End è entrato a far parte del borgo metropolitano di Stepney.

Con la formazione della Grande Londra, nel 1965, tale borgo metropolitano è diventato parte del borgo londinese di Tower Hamlets.
È esistita una circoscrizione elettorale propria di Mile End dal 1885 al 1950; questa era nota per essere una delle due circoscrizione ad avere eletto in parlamento un deputato appartenente al Partito comunista.

## Sport

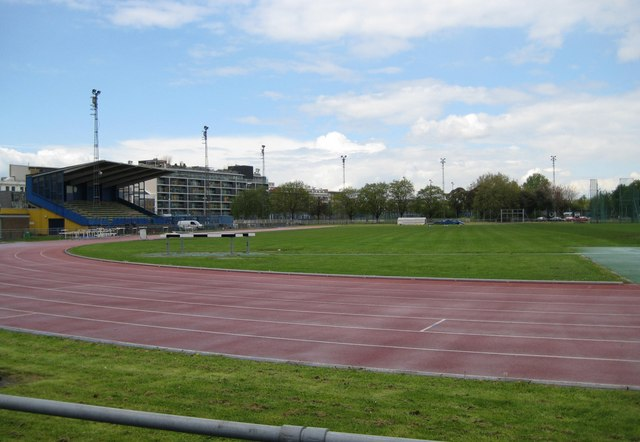
Mile End Stadium

Mile End ha una squadra del calcio Non-League, la Sporting Bengal United F.C. il cui stadio di casa è il Mile End Stadium.